# Kırıkkale
Kırıkkale – miasto w Turcji, położone w Centralnej Anatolii, centrum administracyjne prowincji o tej samej nazwie.
Według danych na rok 2000 miasto zamieszkiwało 205 078 osób, a według danych na rok 2004 całą prowincję ok. 391 000 osób. Gęstość zaludnienia w prowincji wynosiła ok. 90 osób na km².